# Ougrée Neupré Union Liège
Maillots
L’ONU Liège anciennement l'ONU Seraing, est un club de futsal basé à Liège en Belgique, le club possède le matricule 356.

## Histoire
Le club débute en deuxième provinciale sous le nom de MFC Sclessin, alors basé à Sclessin. En 1986, le club déménage à Ougrée et devient l'Union 4200 d'Ougrée.
Puis en 1993, le RP Seraing reprend le matricule du club qui devient le RP Union Ougrée mais cette reprise ne dure que trois puisque le 6 mars 1996, le club fusionne avec le MFC Neupré et c'est ainsi que naît l'ONU Seraing.
Peu après le club remporte deux titres de Coupe de Belgique en 1997 et 1999 et une Coupe du Benelux en 1998.

## Historique des noms
- MFC Sclessin 1977-1982
- Union 4200 Ougrée 1982-1993
- RP Union Ougrée 1993-1996
- ONU Seraing 1996-2014
- ONU Liège 2014-